# 아스클레피오스의 지팡이

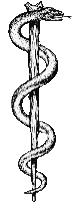
아스클레피오스의 지팡이

아스클레피오스의 지팡이(영어: Rod of Asclepius)는 그리스 신화에 나오는 아스클레피오스의 뱀이 그려진 지팡이이다. 의료, 의술의 상징으로 전 세계적으로 사용된다.

## 같이 보기
- 아스클레피오스